# Eurobowl 2000
Navigation
Édition précédente Édition suivante
L'Eurobowl 2000 est la 14e édition de l'Eurobowl.
Elle sacre les Italiens des Lions de Bergame.

## Clubs de l'édition 2000
| Équipe                       | Nationalité        |
| ---------------------------- | ------------------ |
| Blue Devils de Hambourg      | Allemagne          |
| Crocodiles de Cologne        | Allemagne          |
| Lions de Brunswick           | Allemagne          |
| Vikings de Vienne            | Autriche           |
| Aarhus Tigers                | Danemark           |
| Dracs de Badalona            | Espagne            |
| Osos de Madrid               | Espagne            |
| Argonautes d'Aix-en-Provence | France             |
| Molosses d'Asnières          | France             |
| Dolphins d'Ancône            | Italie             |
| Giants de Bolzano            | Italie             |
| Lions de Bergame             | Italie             |
| Oslo Vikings                 | Norvège            |
| Prague Panthers              | République tchèque |
| Mean Machines de Stockholm   | Suède              |
| Saint-Gallen Vipers          | Suisse             |

## Les matches de poules
| Date      | Home          | Score   | Away          |
| --------- | ------------- | ------- | ------------- |
| 26 mars   | Dolphins      | 7 - 39  | Vienne        |
| 1er avril | Crocodiles    | 42 - 28 | Giants        |
| 1er avril | Molosses      | 42 - 13 | Dracs         |
| 9 avril   | Argonautes    | 30 - 14 | Osos          |
| 15 avril  | Mean Machines | 38 - 14 | Oslo          |
| 15 avril  | Vipers        | 29 - 22 | Panthers      |
| 21 avril  | Tigers        | 20 - 32 | Mean Machines |
| 22 avril  | Vipers        | 0 - 56  | Lions         |
| 23 avril  | Dracs         | 12 - 6  | Molosses      |
| 23 avril  | Vienne        | 48 - 20 | Dolphins      |
| 29 avril  | Lions         | 45 - 19 | Panthers      |
| 29 avril  | Oslo          | 13 - 14 | Tigers        |
| 30 avril  | Giants        | 33 - 71 | Crocodiles    |
| 6 mai     | Mean Machines | 20 - 8  | Tigers        |
| 7 mai     | Lions         | 56 - 18 | Vipers        |
| 7 mai     | Osos          | 0 - 26  | Argonautes    |
| 13 mai    | Oslo          | 19 - 20 | Mean Machines |
| 14 mai    | Panthers      | 3 - 21  | Vipers        |
| 20 mai    | Tigers        | 7 - 28  | Oslo          |
| 21 mai    | Panthers      | 20 - 56 | Lions         |

## Classement général
| Qualifié en huitième de finale |

| Qualifié en demi-finales |

| Club              | Vic. | Nuls | Déf. | Pts | Pts pour | Pts contre |
| ----------------- | ---- | ---- | ---- | --- | -------- | ---------- |
| Vikings de Vienne | 2    | 0    | 0    | 4   | 87       | 27         |
| Dolphins d'Ancône | 0    | 0    | 2    | 0   | 27       | 87         |

| Club                  | Vic. | Nuls | Déf. | Pts | Pts pour | Pts contre |
| --------------------- | ---- | ---- | ---- | --- | -------- | ---------- |
| Crocodiles de Cologne | 2    | 0    | 0    | 4   | 113      | 61         |
| Giants de Bolzano     | 0    | 0    | 2    | 0   | 61       | 113        |

| Club                | Vic. | Nuls | Déf. | Pts | Pts pour | Pts contre |
| ------------------- | ---- | ---- | ---- | --- | -------- | ---------- |
| Molosses d'Asnières | 1    | 0    | 1    | 2   | 48       | 25         |
| Dracs de Badalona   | 1    | 0    | 1    | 2   | 25       | 48         |

| Club             | Vic. | Nuls | Déf. | Pts | Pts pour | Pts contre |
| ---------------- | ---- | ---- | ---- | --- | -------- | ---------- |
| Argonautes d'Aix | 2    | 0    | 0    | 4   | 56       | 14         |
| Osos de Madrid   | 0    | 0    | 2    | 0   | 14       | 56         |

| Club                       | Vic. | Nuls | Déf. | Pts | Pts pour | Pts contre |
| -------------------------- | ---- | ---- | ---- | --- | -------- | ---------- |
| Mean Machines de Stockholm | 4    | 0    | 0    | 8   | 110      | 61         |
| Oslo Vikings               | 1    | 0    | 3    | 2   | 74       | 79         |
| Aarhus Tigers              | 1    | 0    | 3    | 2   | 49       | 93         |

| Club                | Vic. | Nuls | Déf. | Pts | Pts pour | Pts contre |
| ------------------- | ---- | ---- | ---- | --- | -------- | ---------- |
| Lions de Bergame    | 4    | 0    | 0    | 8   | 213      | 57         |
| Saint-Gallen Vipers | 2    | 0    | 2    | 4   | 68       | 137        |
| Prague Panthers     | 0    | 0    | 4    | 0   | 64       | 151        |

## Play-offs

### Huitièmes de finale
| Date        | Home                | Score   | Away                  |
| ----------- | ------------------- | ------- | --------------------- |
| 7 mai 2000  | Molosses d'Asnières | 27 - 49 | Crocodiles de Cologne |
| 16 mai 2000 | Vikings de Vienne   | 48 - 28 | Argonautes d'Aix      |

### Quarts de finale
| Date        | Home                  | Score   | Away                    |
| ----------- | --------------------- | ------- | ----------------------- |
| 20 mai 2000 | Vikings de Vienne     | 16 - 43 | Blue Devils de Hambourg |
| 3 juin 2000 | Crocodiles de Cologne | 24 - 15 | Lions de Brunswick      |

### Demi-finales
| Date        | Home                       | Score   | Away                    |
| ----------- | -------------------------- | ------- | ----------------------- |
| 3 juin 2000 | Crocodiles de Cologne      | 56 - 62 | Lions de Bergame        |
| 3 juin 2000 | Mean Machines de Stockholm | 12 - 35 | Blue Devils de Hambourg |

### Finale
| Date                     | Vainqueur        | Score   | Perdant                 |
| ------------------------ | ---------------- | ------- | ----------------------- |
| 17 juin 2000, à Hambourg | Lions de Bergame | 42 - 20 | Blue Devils de Hambourg |

## Source
- (fr)